# Дерлейк
Дерлейк (на нидерландски: Deerlijk) е селище в Северозападна Белгия, окръг Кортрейк на провинция Западна Фландрия. Населението му е около 11 300 души (2006).